# Mardi Gras (feest)

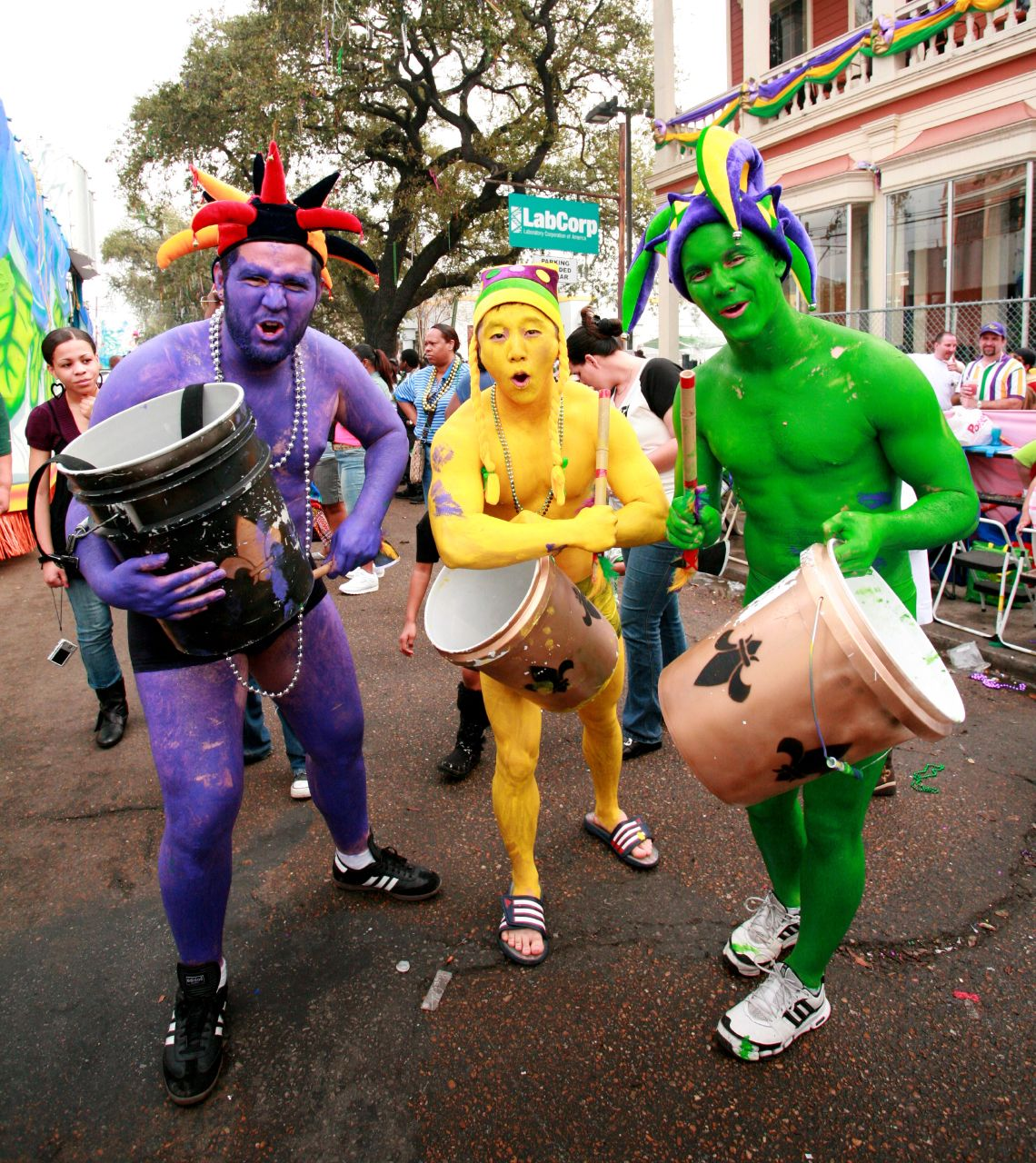
Mardi Gras in New Orleans

Mardi Gras (IPA: [ˈmɑrdiɡrɑː]), letterlijk 'Vette Dinsdag', is in het Frans de naam van de dag vóór Aswoensdag. In het Nederlands spreekt men doorgaans over Vastenavond, de laatste avond van het carnavalsfeest.
De betekenis gaat terug tot in de tijd dat er geen bewaarmogelijkheden waren voor de voedingswaren enerzijds, en de aanvang van de vastentijd op Aswoensdag anderzijds. Al het eten dat niet lang bewaard kon worden of over was, werd opgegeten voor de vastentijd begon. Later werd het ook een verkleed- en een paradefeest, meestal als climax van een drie dagen durende periode.

## Mardi Gras in Louisiana
In de Amerikaanse staat Louisiana, een voormalige Franse en Spaanse kolonie met een rooms-katholieke traditie, wordt op verschillende plaatsen Mardi Gras gevierd. Er is een Mardi Gras-traditie in steden zoals New Orleans en Lafayette, en een verschillende traditie op het platteland in het zuidwesten van de staat bij de cajuns.

### New Orleans
Mark Twain noemde in Leven op de Mississippi (1883) het Mardi Gras in New Orleans een overblijfsel van de Franse en Spaanse tijd. De Mardi Gras-optocht zou volgens Twain ook in New Orleans ontstaan zijn en zich geleidelijk aan verder hebben verbreid in de Verenigde Staten. Veel gebruikte kleuren bij het carnaval in New Orleans zijn paars en groen en goud. Het is de gewoonte om kralenkettingen  naar elkaar toe te werpen. Men vraagt er zelfs om. "Throw me something!" is een veelgehoorde kreet. 

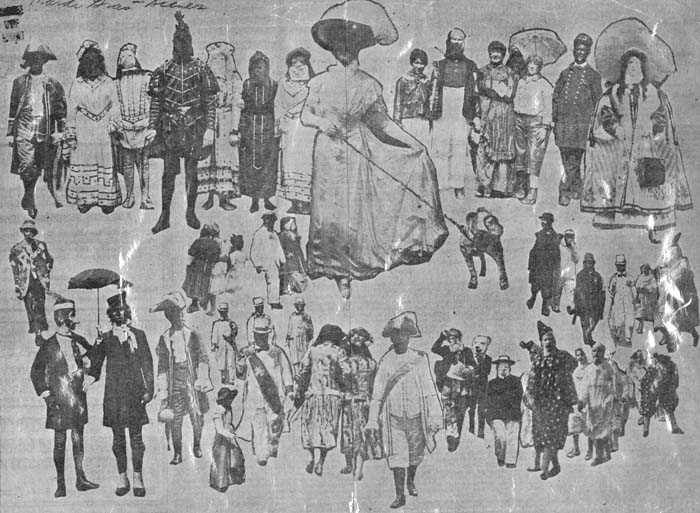
Mardi Gras-straatmaskers, 1910

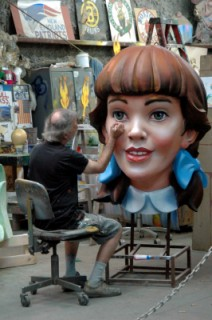
Een pop voor in de optocht

Sommige vrouwen ontbloten tijdens Mardi Gras hun borsten in ruil voor een kralenketting. De kreet "Show me your tits" is dan ook vaak te horen in Bourbon Street, in de Franse wijk. Op veel andere plaatsen in de stad is het zogenoemde "flashen" verboden.
Mardi Gras is een dankbaar begrip in de Amerikaanse pop-cultuur. Zo noemde Creedence Clearwater Revival het album Mardi gras (1972) naar het festival, heeft de band Electric Light Orchestra een verwijzing naar het festival in hun nummer Across the Border en is het de eindbestemming in de roadmovie Easy Rider. Paul Simon schreef er een nummer over (Take me to the Mardi Gras) voor zijn album There goes Rhymin' Simon. Een deel van het boek Jitterbug Perfume van Tom Robbins speelt zich af in New Orleans tijdens Mardi Gras. Traditioneel wordt tijdens Mardi Gras Southern Comfort gedronken; het merk is onlosmakelijk met de staat Louisiana verbonden.
Al heel lang ging het gerucht, dat er een filmpje bestond van de carnavalsstoet van New Orleans in 1898, maar het bleef lange tijd onvindbaar. In 2022 dook het op in het Eye Filmmuseum te Amsterdam. Het duurt twee minuten en het is de oudste filmopname van de stad New Orleans.

### Platteland
In verschillende plaatsen op het platteland van het zuidwesten van de staat (onder andere Pointe Noire, Eunice, Duralde, Basile, Mamou) bestaat de traditie van courir de Mardi Gras. Verklede groepen rijden rond op paarden of op wagens voortgetrokken door tractoren en trekken van huis naar huis. De levendige traditie verwaterde na de Tweede Wereldoorlog, maar werd door folkloristen in leven gehouden en werd ook toegankelijk voor vrouwen en kinderen. Het Mardi Gras verschilt van plaats tot plaats, maar weerkerende elementen zijn het vangen van een levende kip, het inzamelen van levensmiddelen, en het zingen van bepaalde liederen. De groepen worden begeleid door capitaines die toezicht houden op het gebeuren.